# Canton de Château-Gontier-sur-Mayenne-2
Le canton de Château-Gontier-sur-Mayenne-2, précédemment appelé canton de Château-Gontier, est une circonscription électorale française du département de la Mayenne créée par le décret du 21 février 2014 et entrée en vigueur lors des premières élections départementales suivant la publication du décret.

## Histoire
Un nouveau découpage territorial de la Mayenne entre en vigueur à l'occasion des élections départementales de 2015. Il est défini par le décret du 21 février 2014, en application des lois du 17 mai 2013 (loi organique 2013-402 et loi 2013-403). Les conseillers départementaux sont, à compter de ces élections, élus au scrutin majoritaire binominal mixte. Les électeurs de chaque canton élisent au Conseil départemental, nouvelle appellation du Conseil général, deux membres de sexe différent, qui se présentent en binôme de candidats. Les conseillers départementaux sont élus pour 6 ans au scrutin binominal majoritaire à deux tours, l'accès au second tour nécessitant 12,5 % des inscrits au 1er tour. En outre la totalité des conseillers départementaux est renouvelée. Ce nouveau mode de scrutin nécessite un redécoupage des cantons dont le nombre est divisé par deux avec arrondi à l'unité impaire supérieure si ce nombre n'est pas entier impair, assorti de conditions de seuils minimaux. Dans la Mayenne, le nombre de cantons passe ainsi de 32 à 17.
Le nouveau canton de Château-Gontier est formé de communes des anciens cantons de Château-Gontier-Ouest (4 communes), de Craon (8 communes) et de Cossé-le-Vivien (1 commune). Il est entièrement inclus dans l'arrondissement de Château-Gontier. Le bureau centralisateur est situé à Château-Gontier.
À la suite du décret du 5 mars 2020, le canton prend le nom de son bureau centralisateur, Château-Gontier-sur-Mayenne.

## Représentation
| Période élective | Période élective | Mandat | Mandat           | Identité                      | Nuance | Nuance | Qualité                                                                    |
| ---------------- | ---------------- | ------ | ---------------- | ----------------------------- | ------ | ------ | -------------------------------------------------------------------------- |
| 2015             | 2021             | 2015   | 2021             | Odile Gohier                  |        | UDI    | Commerçante retraitée, maire de Denazé (depuis 2008)                       |
| 2015             | 2021             | 2015   | 2016 (démission) | Philippe Henry                |        | UDI    | Maire de Château-Gontier (depuis 2001)                                     |
| 2015             | 2021             | 2016   | 2021             | Vincent Saulnier (remplaçant) |        | UDI    | Collaborateur territorial, adjoint au maire de Château-Gontier             |
| 2021             | 2028             | 2021   | en cours         | Aurélie Mahier                |        | DVD    | Adjointe au maire de Craon                                                 |
| 2021             | 2028             | 2021   | en cours         | Vincent Saulnier              |        | UDI    | Conseiller sortant, maire délégué de Château-Gontier-sur-Mayenne, Bazouges |

### Résultats détaillés

#### Élections de mars 2015
À l'issue du 1er tour des élections départementales de 2015, deux binômes sont en ballottage : Odile Gohier et Philippe Henry (Union de la Droite, 53,65 %) et Maryline Buggin et Yannick Ledroit (Union de la Gauche, 17,41 %). Le taux de participation est de 48,22 % (7 275 votants sur 15 087 inscrits) contre 50,77 % au niveau départemental et 50,17 % au niveau national.
Au second tour, Odile Gohier et Philippe Henry (Union de la Droite) sont élus avec 74,41 % des suffrages exprimés et un taux de participation de 44,38 % (4 604 voix pour 6 696 votants et 15 087 inscrits).
Philippe Henry a démissionné en janvier 2016, à cause du cumul des mandats. Il est remplacé par Vincent Saulnier (UDI), maire-adjoint de Château-Gontier, vice-président de la communauté de communes du Pays de Château-Gontier.

#### Élections de juin 2021
Le premier tour des élections départementales de 2021 est marqué par un très faible taux de participation (33,26 % au niveau national). Dans le canton de Château-Gontier-sur-Mayenne-2, ce taux de participation est de 27,39 % (4 205 votants sur 15 354 inscrits) contre 32,1 % au niveau départemental. À l'issue de ce premier tour, deux binômes sont en ballottage : Aurélie Mahier et Vincent Saulnier (DVC, 59,77 %) et Laurence Brault et Jean-Yves Laurent (DVG, 29,22 %).
Le second tour des élections est marqué une nouvelle fois par une abstention massive équivalente au premier tour. Les taux de participation sont de 34,36 % au niveau national, 32,97 % dans le département et 28,31 % dans le canton de Château-Gontier-sur-Mayenne-2. Aurélie Mahier et Vincent Saulnier (DVC) sont élus avec 70,28 % des suffrages exprimés (2 869 voix pour 4 349 votants et 15 360 inscrits),,.

## Composition
Lors du redécoupage de 2014, le canton de Château-Gontier comprenait treize communes entières.
À la suite de la création au 1er janvier 2018 de la commune nouvelle de Prée-d'Anjou et la création au 1er janvier 2019 de la commune nouvelle de Château-Gontier-sur-Mayenne, le canton comprend désormais onze communes entières et une fraction correspondant à la commune déléguée de Château-Gontier.
| Nom                                                 | Code Insee | Intercommunalité              | Superficie (km2) | Population (dernière pop. légale)                | Densité (hab./km2) | Modifier                                    |
| --------------------------------------------------- | ---------- | ----------------------------- | ---------------- | ------------------------------------------------ | ------------------ | ------------------------------------------- |
| Château-Gontier-sur-Mayenne (bureau centralisateur) | 53062      | CC du Pays de Château-Gontier | 68,49            | Fraction : 11 422 (2022) Commune : 16 539 (2022) | 241                | modifier les données · modifier les données |
| Bouchamps-lès-Craon                                 | 53035      | CC du Pays de Craon           | 18,15            | 611 (2022)                                       | 34                 | modifier les données · modifier les données |
| Chérancé                                            | 53068      | CC du Pays de Craon           | 8,73             | 155 (2022)                                       | 18                 | modifier les données · modifier les données |
| Craon                                               | 53084      | CC du Pays de Craon           | 24,56            | 4 415 (2022)                                     | 180                | modifier les données · modifier les données |
| Denazé                                              | 53090      | CC du Pays de Craon           | 9,30             | 184 (2022)                                       | 20                 | modifier les données · modifier les données |
| Marigné-Peuton                                      | 53145      | CC du Pays de Château-Gontier | 16,61            | 543 (2022)                                       | 33                 | modifier les données · modifier les données |
| Mée                                                 | 53148      | CC du Pays de Craon           | 8,75             | 230 (2022)                                       | 26                 | modifier les données · modifier les données |
| Niafles                                             | 53165      | CC du Pays de Craon           | 8,00             | 347 (2022)                                       | 43                 | modifier les données · modifier les données |
| Peuton                                              | 53178      | CC du Pays de Château-Gontier | 10,58            | 228 (2022)                                       | 22                 | modifier les données · modifier les données |
| Pommerieux                                          | 53180      | CC du Pays de Craon           | 23,20            | 659 (2022)                                       | 28                 | modifier les données · modifier les données |
| Prée-d'Anjou                                        | 53124      | CC du Pays de Château-Gontier | 42,66            | 1 392 (2022)                                     | 33                 | modifier les données · modifier les données |
| Saint-Quentin-les-Anges                             | 53251      | CC du Pays de Craon           | 17,81            | 475 (2022)                                       | 27                 | modifier les données · modifier les données |
| Canton de Château-Gontier-sur-Mayenne-2             | 5303       |                               |                  | 20 661 (2022)                                    |                    | modifier les données                        |

## Démographie
En 2022, le canton comptait 20 661 habitants, en évolution de −1,85 % par rapport à 2016 (Mayenne : −0,73 %, France hors Mayotte : +2,11 %).
| 2013   | 2018   | 2022   |
| ------ | ------ | ------ |
| 20 787 | 21 071 | 20 661 |